# Sugru
Sugru – materiał na bazie silikonu służący do drobnych napraw jako klej lub wypełniacz. Po rozpakowaniu ma konsystencję zbliżoną do plasteliny i daje się formować, następnie zastyga w temperaturze pokojowej w ciągu około 24 godzin. Materiał jest wodoodporny a po zastygnięciu nie zmienia właściwości w zakresie temperatur –50 do +180 °C. Według producenta, trzymane w oryginalnym opakowaniu sugru zachowuje przydatność przez 13 miesięcy.  Materiał wynalazła Irlandka, Jane Ní Dhulchaointigh. Nazwa pochodzi od irlandzkiego słowa „súgradh” (zabawa).